# Adelheid Wette

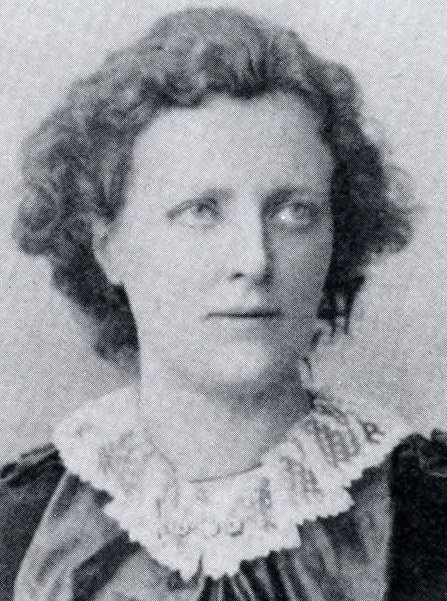
Adelheid Wette

Adelheid Catharina Maria Wette, geborene Humperdinck, auch Adelheit oder französisch Adelaide (* 4. September 1858 in Siegburg; † 9. August 1916 in Eberstadt) war eine deutsche Schriftstellerin und Librettistin.

## Leben
Adelheid Wette, geborene Humperdinck, war die Tochter eines Gymnasialdirektors und die Schwester des Komponisten Engelbert Humperdinck. Sie wuchs in Siegburg und Xanten auf und heiratete am 20. September 1881 in Xanten den Arzt und Schriftsteller  Hermann Wette. Für ihren Bruder Engelbert schrieb sie das Libretto zu dessen Oper Hänsel und Gretel. Wette hat zudem zu Humperdincks teilweise unvollendeten Opern Schneewittchen und Die sieben Geislein beigetragen. Sie lebte in Köln. Werke von ihr sind auch im Deutschen Kinderliederbuch (Perthes Verlag, Gotha 1903) enthalten.